# Когне-Калян
Когне-Калян (перс. كهنه كلان) — село в Ірані, у дегестані Їлакі-є-Арде, у бахші Паре-Сар, шагрестані Резваншагр остану Ґілян. У переписі 2006 року вказане як окремий населений пункт, але без відомостей про чисельність населення.

## Клімат
Середня річна температура становить 10,64 °C, середня максимальна – 25,46 °C, а середня мінімальна – -4,84 °C. Середня річна кількість опадів – 416 мм.
| Клімат поселення                              | Клімат поселення | Клімат поселення | Клімат поселення | Клімат поселення | Клімат поселення | Клімат поселення | Клімат поселення | Клімат поселення | Клімат поселення | Клімат поселення | Клімат поселення | Клімат поселення | Клімат поселення |
| Показник                                      | Січ.             | Лют.             | Бер.             | Квіт.            | Трав.            | Черв.            | Лип.             | Серп.            | Вер.             | Жовт.            | Лист.            | Груд.            |                  |
| Середній максимум, °C                         | 7,21             | 6,81             | 8,79             | 14,11            | 19,33            | 23,66            | 25,46            | 25,13            | 20,92            | 18,18            | 11,40            | 7,75             |                  |
| Середня температура, °C                       | 1,38             | 0,98             | 2,97             | 8,29             | 13,50            | 17,85            | 21,10            | 20,77            | 16,56            | 13,84            | 7,04             | 3,41             |                  |
| Середній мінімум, °C                          | −4,43            | −4,84            | −2,84            | 2,47             | 7,68             | 12,01            | 16,76            | 16,42            | 12,21            | 9,48             | 2,69             | −0,95            |                  |
| Норма опадів, мм                              | 33               | 33               | 51               | 55               | 43               | 20               | 12               | 14               | 29               | 46               | 38               | 42               |                  |
| Середньомісячна швидкість вітру, м/с          | 2.10             | 2.53             | 2.57             | 2.71             | 2.21             | 2.07             | 2.33             | 2.17             | 1.84             | 2.00             | 2.10             | 2.02             |                  |
| Середньомісячна сонячна радіація, кДж/м²·день | 7321             | 9818             | 12093            | 16175            | 19954            | 22817            | 23448            | 20020            | 16851            | 11880            | 8876             | 6921             |                  |
| --------------------------------------------- | ---------------- | ---------------- | ---------------- | ---------------- | ---------------- | ---------------- | ---------------- | ---------------- | ---------------- | ---------------- | ---------------- | ---------------- | ---------------- |
| Джерело:                                      |                  |                  |                  |                  |                  |                  |                  |                  |                  |                  |                  |                  |                  |